# Summer Memories
〈Summer Memories〉(서머 메모리즈, 일본어: サマー・メモリーズ 사마 메모리즈[*])는 카미키 아야의 아홉 번째 싱글이다.

## 개요
- 싱글에 있어서는 첫 발라드이다.

## 수록곡
1. Summer Memories
  - 작사: 카미키 아야, 작곡: 오노 아이카, 편곡: 오카모토 히토시
2. I'm your side
  - 작사: 카미키 아야, 작곡 · 편곡: 오카모토 히토시
3. Summer Memories (Instrumental)

## 타이업
- 닛폰 TV계 애니메이션 《명탐정 코난》 닫는 곡 (#1)
- TV 도쿄계 《PVTV》 8월 닫는 곡 (#2)

| TV 애니메이션 《명탐정 코난》 닫는 곡 2008년 6월 16일 (505화) ~ 2008년 9월 8일 (514화) |                                 |                                            |
| 이전 곡: 사에구사 유카 인 데시벨 〈눈 녹은 그 강이 흐르는 것처럼〉                     | 카미키 아야 〈Summer Memories〉 | 다음 곡: 시즈쿠사 유미 〈GO YOUR OWN WAY〉 |